# Горбенко Любов Іванівна
Любо́в Іва́нівна Горбе́нко (*27 жовтня 1946, Маловенделівка) — поетеса, прозаїк, перекладач, видавничий редактор, член Національної спілки письменників України.

## Життєпис
Народилася 27 жовтня 1946 р. в с. Маловенделівка Новоайдарського району Луганської області.
Закінчила філологічний факультет Львівського університету ім. І. Франка.
Автор збірок поезій «Долоні степу» (1975), «Сумління» (1980), «Пора ясного журавля» (1983), «Назавжди» (1987), «Пісня на будень» (1989), документально-публіцистичної книжки «Літаючий Амбасадор. Теодозій Старак: особистість» (2001), прозових книжок «Тому що була п'ятниця» (2012), «Незаходимоє Сонце» (2016); укладач (у співавторстві) «Українсько-польського і польсько-українського словника» (2004).
Переклала з польської мови книги: Ян Огродзький. Слово і споглядання (2001); Станіслав Виспянський. Студії над «Гамлетом» (2010); Йоанна Левицька. Повернення до коріння. Українське поетичне кіно (2011).
Була делегатом Установчих зборів Народного Руху України за перебудову.